# Futebolista Suíço do Ano
O Futebolista Suíço do Ano foi um prêmio anual dado ao melhor futebolista da Suíça no ano.
O prêmio foi concedido a partir da temporada 1972-1973 até a temporada 1997-98, e era votado pela 'Sport' o agora extinto jornal suíço. Para o prêmio principal somente era concorrido por atletas cidadãos suíços, mas havia também um prêmio destinado ao estrangeiro do ano de 1973-74 até 1997-98.

## Vencedores
| Temporada | Jogador                        | Clube                |
| --------- | ------------------------------ | -------------------- |
| 1972–73   | Karl Odermatt                  | FC Basel             |
| 1973–74   | Não realizado                  | Não realizado        |
| 1974–75   | Umberto Barberis               | Grasshopper          |
| 1975-76   | Köbi Kuhn                      | FC Zürich            |
| 1976–77   | Hansjörg Pfister               | FC Servette          |
| 1977-78   | Rudolf Elsener                 | Grasshopper          |
| 1978–79   | Umberto Barberis               | Grasshopper          |
| 1979–80   | Umberto Barberis               | Grasshopper          |
| 1980–81   | Heinz Lüdi                     | FC Zürich            |
| 1981–82   | Claudio Sulser                 | Grasshopper          |
| 1982–83   | Lucien Favre                   | Servette FC          |
| 1983–84   | Heinz Hermann                  | Grasshopper          |
| 1984–85   | Heinz Hermann/Rolf Osterwalder | Grasshopper/FC Aarau |
| 1985–86   | Heinz Hermann                  | Neuchâtel Xamax      |
| 1986–87   | Heinz Hermann                  | Neuchâtel Xamax      |
| 1987–88   | Heinz Hermann                  | Neuchâtel Xamax      |
| 1988–89   | Peter Nadig                    | FC Luzern            |
| 1989–90   | André Egli                     | Grasshopper          |
| 1990–91   | Adrian Knup                    | FC Luzern            |
| 1991–92   | Jean-Paul Brigger              | FC Sion              |
| 1992–93   | Ciriaco Sforza                 | Grasshopper          |
| 1993–94   | Thomas Bickel                  | Grasshopper          |
| 1994–95   | Nestor Subiat                  | Grasshopper          |
| 1995–96   | Kubilay Türkyılmaz             | Grasshopper          |
| 1996–97   | Kubilay Türkyılmaz             | Grasshopper          |
| 1997–98   | Kubilay Türkyılmaz             | Grasshopper          |

## Estrangeiro do ano
| Temporada | Jogador               | Clube             |
| --------- | --------------------- | ----------------- |
| 1974–75   | Ilija Katić           | FC Zürich         |
| 1975-76   | Ilija Katić           | FC Zürich         |
| 1976–77   | Eigil Nielsen         | FC Basel          |
| 1977-78   | Martin Chivers        | Servette FC       |
| 1978–79   | Jurica Jerković       | FC Zürich         |
| 1979–80   | Piet Hamberg          | Servette FC       |
| 1980–81   | Robert Kok            | Lausanne Sports   |
| 1981–82   | Jurica Jerković       | FC Zürich         |
| 1982–83   | Jurica Jerković       | FC Zürich         |
| 1983–84   | Raúl Nogués           | La Chaux-de-Fonds |
| 1984–85   | Charly Herberth       | FC Aarau          |
| 1985–86   | Lars Lunde            | Young Boys Bern   |
| 1986–87   | Robert Prytz          | Young Boys Bern   |
| 1987–88   | John Eriksen          | Servette FC       |
| 1988–89   | Karl-Heinz Rummenigge | Servette FC       |
| 1989–90   | Ivan Zamorano         | FC St. Gallen     |
| 1991–92   | Igor Dobrovolskiy     | Servette FC       |
| 1992–93   | Sonny Anderson        | Servette FC       |
| 1993–94   | Élber                 | Grasshopper       |
| 1994–95   | Petar Aleksandrov     | Neuchâtel Xamax   |
| 1995–96   | Viorel Moldovan       | Neuchâtel Xamax   |
| 1996–97   | Viorel Moldovan       | Grasshopper       |
| 1997–98   | Shabani Nonda         | FC Zürich         |